# Kwazar

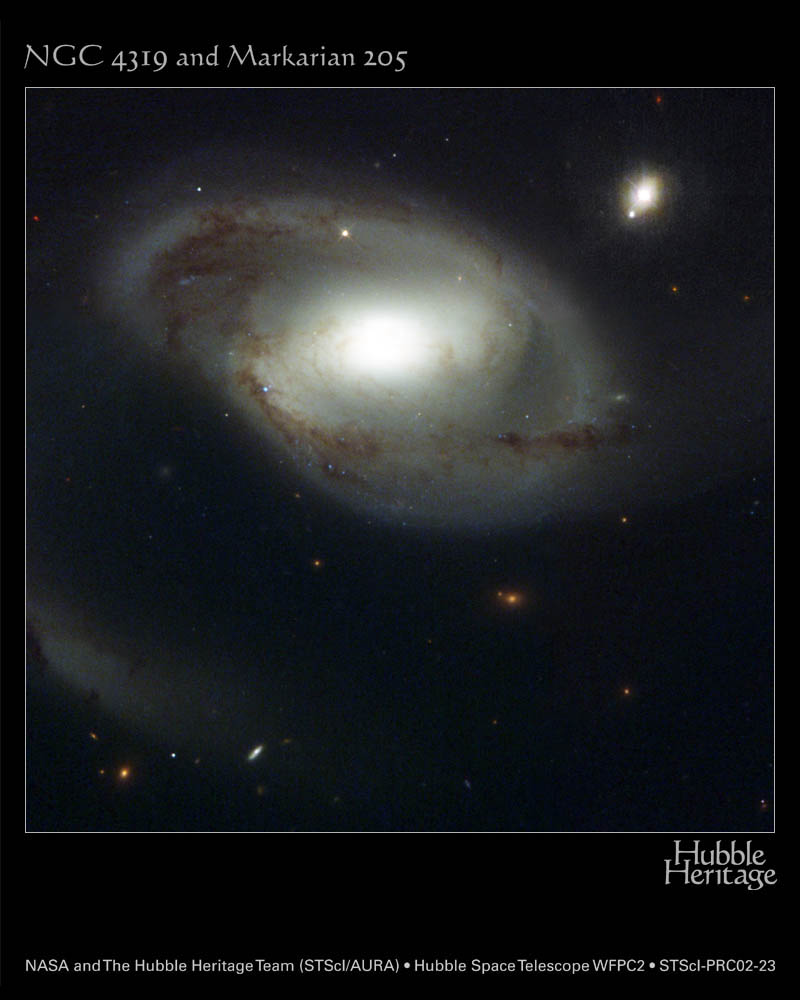
Galaktyka NGC 4319 z kwazarem Markarian 205 (w prawym górnym rogu)

Kwazar (z ang. quasar – quasi-stellar radio source lub też QSO – quasi-stellar object, dosłownie „obiekt gwiazdopodobny emitujący fale radiowe”) – zwarte źródło ciągłego promieniowania elektromagnetycznego o ogromnej mocy, pozornie przypominające gwiazdę. W rzeczywistości jest to rodzaj aktywnej galaktyki.

## Historia odkrycia
Pierwsze zdjęcia kwazarów wykonano w XIX wieku, jednak wtedy nikt nie przypuszczał, że obiekty te mogą być czymś innym niż zwykłą gwiazdą. Dopiero w latach pięćdziesiątych XX wieku, obserwując niebo za pomocą radioteleskopów, zauważono silną emisję radiową pochodzącą z kwazarów, zaś pierwsze widmo kwazara otrzymano w 1963 roku. Okazało się, że linie emisyjne w jego widmie są silnie przesunięte ku czerwieni. Według prawa Hubble’a oznacza to, że kwazary są obiektami niezmiernie oddalonymi od naszej Galaktyki. Ich światło obserwowane dzisiaj zostało wysłane miliardy lat temu – badanie kwazarów jest więc równocześnie badaniem dawniejszych etapów rozwoju Wszechświata.
Pierwszym zidentyfikowanym kwazarem był (najjaśniejszy na naszym niebie) 3C 273 w gwiazdozbiorze Panny odległy o 2,44 miliarda lat świetlnych.

## Struktura kwazara
Kwazary, ze względu na ich ogromną jasność, muszą mieć bardzo dużą moc promieniowania, rzędu 1041 W – taką jak cała galaktyka. Jednocześnie niektóre kwazary zauważalnie zmieniają swoją jasność w czasie rzędu dni, zatem muszą być względnie małymi obiektami, wielkości mniej więcej Układu Słonecznego (obiekt nie może zmienić się w czasie krótszym, niż czas potrzebny światłu na dotarcie z centrum do krańców). Obecnie wiadomo, że kwazar jest rodzajem aktywnej galaktyki, a obserwowane światło pochodzi z obszaru jej jądra.
Niezwykle silne promieniowanie kwazara powstaje w dysku akrecyjnym masywnej czarnej dziury, znajdującej się w jądrze galaktyki. Gaz i pył opadające na dysk rozgrzewają się do ogromnych temperatur i emitują wielkie ilości promieniowania. Także w centrum naszej Galaktyki istnieje źródło emisji radiowej, podczerwonej i rentgenowskiej o nazwie Sgr A*. Jest to supermasywna czarna dziura, ale nieporównywalnie mniej aktywna – gdyby Droga Mleczna była kwazarem, życie na Ziemi nie mogłoby istnieć.
Część kwazarów (około 10 procent) jest bardzo aktywna radiowo i oprócz dysku akrecyjnego wypuszcza silne dżety emitujące promieniowanie elektromagnetyczne przede wszystkim w zakresie radiowym, ale także często w zakresie optycznym i rentgenowskim oraz gamma.
8 stycznia 2007 na kongresie Amerykańskiego Towarzystwa Astronomicznego w Seattle ogłoszono odkrycie pierwszego przypadku potrójnego kwazara. Odkrycia dokonała grupa z hawajskiego WM Keck Observatory.

## Ewolucja kwazarów

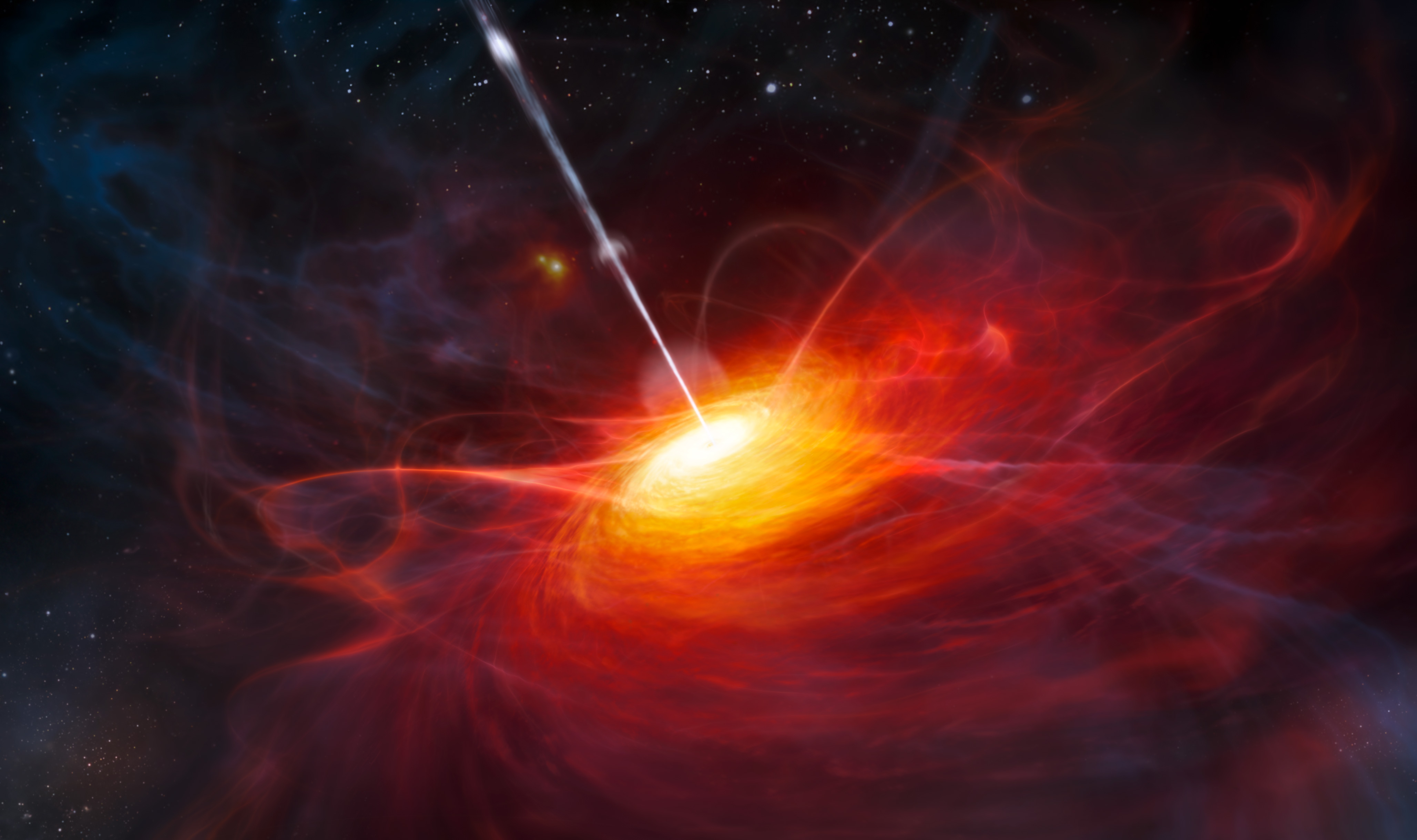
Artystyczna wizja kwazara

Obecnie znamy już ponad milion kwazarów, przede wszystkim dzięki przeglądowi nieba Sloan Digital Sky Survey. We współczesnej epoce (czyli w odległościach mniejszych niż miliard lat świetlnych) kwazary występują rzadko. Większość kwazarów jest bardzo odległa, najliczniej
występują w odległościach około 10 miliardów lat świetlnych (przy przesunięciu ku czerwieni około 2). W jeszcze większych odległościach liczba kwazarów wydaje się maleć, ale poszukiwania najbardziej odległych obiektów są trudne.
Przez kilka lat najodleglejszym znanym kwazarem był obiekt odkryty w 2007 roku, którego przesunięcie ku czerwieni wynosi 6,43. Światło od tego kwazara biegło do nas około 12,7 mld lat. Obecnie najbardziej odległym znanym kwazarem jest kwazar ULAS J1342+0928. Światło wyemitowane przez niego, które dociera teraz do Ziemi, biegło 13,1 mld lat. Jego odległość od Ziemi we współrzędnych współporuszających się wynosi zatem 29,36 mld lat świetlnych.
Ponieważ świecenie kwazarów jest efektem spływu materii do masywnej czarnej dziury, masa czarnej dziury w kwazarze nieustannie rośnie w trakcie ewolucji. Wyczerpuje się zarazem dostępna materia, i pod koniec ewolucji pozostają masywne czarne dziury w galaktykach, które już nie wykazują silnej aktywności charakterystycznej dla kwazarów. Takie bardzo masywne czarne dziury istnieją w pobliskich galaktykach, na przykład w M87.
Ewolucja kwazarów przebiega w podobnym tempie jak powstawanie gwiazd – wykresy liczby kwazarów na jednostkę objętości i wykresy jasności młodych gwiazd na jednostkę objętości, w zależności od przesunięcia ku czerwieni mają bardzo podobny kształt, co zauważono już w 1998 roku. Wskazuje to, że ewolucja kwazarów ma ścisły związek z ewolucją gwiazd w galaktykach. Najnowsze badania potwierdzają ten fakt. Dokładna natura związku pomiędzy centralną czarną dziurą, na którą spada materia, a otaczającą tę czarną dziurę formującą się dopiero galaktyką nie jest jeszcze dobrze poznana, a proces jest zapewne bardzo złożony. Z jednej strony, w otoczeniu czarnej dziury, a precyzyjniej, w otaczającym ją dysku akrecyjnym, mogą formować się młode gwiazdy, które rozbłyskują jako gwiazdy supernowe i wzbogacają materię galaktyki w pierwiastki ciężkie. Z drugiej strony, silne promieniowanie kwazara oraz wiatr lub dżet towarzyszący aktywnej fazie ogrzewa otoczenie i działa hamująco na tempo powstawania gwiazd w dalszym otoczeniu aktywnego jądra.